# Terje Vik Schei
Terje Vik Schei , más conocido como Tchort (7 de julio de 1974), es un músico noruego. Es conocido por haber sido en algún tiempo el bajista de la banda de black metal Emperor y por liderear la banda de metal progresivo Green Carnation. El también fue miembro de Carpathian Forest, Blood Red Throne, Satyricon y Einherjer.
Tchort está casado y tiene un hijo y una hija.
"Tchort" es una palabra eslava que significa "Diablo" o "Dios Negro".
Tchort fue arrestado a finales de los años 1990 por robo, asalto con arma blanca y profanación de tumbas, lo que le llevó a prisión por 2 años.

## Detrás de cámaras
Tchort con su compañero de Green Carnation, Kjetil Nordhus, fundaron su propio sello discográfico, Sublife Productions en Kristiansand, Noruega, el primero de julio de 2005.  El sello ha firmado contrato con Green Carnation, Chain Collector y Harm, y están en busca de conseguir más bandas.
Sublife Productions también funge como discográfica de apoyo para Carpathian Forest y Blood Red Throne.
La compañía ha cambiando su propósito para dedicarse al diseño de carátulas, y han declarado que "muchos artistas presentarán su trabajo en Sublifeproductions.com proximaménte".

## Discografía
Con Green Carnation
- Hallucinations of Despair (1991)  Demo
- Journey to the End of the Night (1999)
- Light of Day, Day of Darkness (2001)
- A Blessing in Disguise (2003)
- The Trilogy (2004) − Box set
- Alive and Well... In Krakow (2004) − DVD
- The Quiet Offspring (2005)
- The Burden is Mine... Alone (2005) − EP
- The Acoustic Verses (2006)
- A Night Under the Dam (2007) − DVD
- Leaves of Yesteryear (2020)

Con Carpathian Forest
- Strange Old Brew (2000)
- Morbid Fascination of Death (2001)
- Defending the Throne of Evil (2003)
- We're Going to Hollywood for This - Live Perversions DVD (2004)
- Fuck You All!!!! (2006)
- Universal Evil (2008)

Con Blood Red Throne
- Monument of Death (2001)
- Affiliated With the Suffering (2003)
- Altered Genesis (2005)
- Come Death (2007)
- Souls of Damnation (2009)

Con Emperor
- In the Nightside Eclipse (1994)